# ベイビー諸島
ベイビー諸島とは、アリューシャン列島フォックス諸島を構成する一つ島である。

## 地理
ウナルガ島の北東にある６つの島からなる諸島である。島は全島、無人島である。
島の周囲の長さは、300～1000mと小さい。
多数の海鳥が棲息しており、ウミスズメなどが見られる。
周辺海域は、浅瀬で岩礁が多く危険なところである。

## 歴史
1852年に船長ミハイルTebenkovによって記録された。